# Młoda Liga Kobiet (2014/2015)
Młoda Liga Kobiet 2014/2015 − 1. sezon rozgrywek o mistrzostwo Młodej Ligi Kobiet organizowany przez Profesjonalną Ligę Piłki Siatkowej S.A przy drużynach ORLEN Ligi. 
W lidze mogą występować tylko siatkarki mające polskie obywatelstwo, a do rozgrywek można zgłosić maksymalnie 24 zawodniczki. Najpóźniej na 24 godziny przed rozpoczęciem II rundy fazy zasadniczej dopuszcza się wymianę maksymalnie sześciu zawodniczek z wcześniej zgłoszonej listy.
Rozgrywki będą obejmować dwie fazy. W pierwszej fazie będą rozgrywane dwie rundy systemem każdy z każdym, a zespoły ligi zostaną podzielone na trzy grupy po cztery ekipy. Drużyny, które w każdej z grup zajmą miejsca pierwsze i drugie, będą walczyć o pozycje 1-6 i tytuł mistrza Młodej Ligi Kobiet; natomiast zespoły, które w grupach uplasują się na miejscach trzecich i czwartych, będą grać o lokaty 7-12. Rywalizacja będzie toczyć się w dwóch rundach systemem każdy z każdym. W fazie drugiej zespołom zalicza się wyniki z fazy pierwszej. 

## Drużyny uczestniczące
| \| \| Uczestnicy \| \| \| --------------------------------------------------------------------------------------------------------------------------------------------------------------------------------- \| ---------------------------------------- \| \| \| POL \| KPS Chemik Police \| \| \| WRO \| Impel Wrocław \| \| \| SOP \| Atom Trefl Sopot \| \| \| DĄB \| Tauron Banimex MKS Dąbrowa Górnicza \| \| \| BIE \| BKS Aluprof Bielsko-Biała \| \| \| MUS \| Polski Cukier Muszynianka Fakro Bank BPS \| \| \| ŁÓD \| Beef Master Budowlani Łódź \| \| \| LEG \| SK bank Legionovia Legionowo \| \| \| PIŁ \| PGNiG Nafta Piła \| \| \| BYD \| KS Pałac Bydgoszcz \| \| \| OST \| AZS KSZO Ostrowiec Świętokrzyski \| \| \| RZE \| KS Developres Rzeszów \| \| \| Oznaczenia: - kolumna pierwsza – skróty nazw drużyn wpisane na mapie (jeśli ta została zamieszczona), - kolumna trzecia – miejsce zajęte przez daną drużynę w poprzednim sezonie. \| \| \| | POLWROSOPDĄBBIEMUSŁÓDLEGPIŁBYDOSTRZE Lokalizacja klubów |  |
| | Uczestnicy                                              |  |
| POL | KPS Chemik Police                                       |  |
| WRO | Impel Wrocław                                           |  |
| SOP | Atom Trefl Sopot                                        |  |
| DĄB | Tauron Banimex MKS Dąbrowa Górnicza                     |  |
| BIE | BKS Aluprof Bielsko-Biała                               |  |
| MUS | Polski Cukier Muszynianka Fakro Bank BPS                |  |
| ŁÓD | Beef Master Budowlani Łódź                              |  |
| LEG | SK bank Legionovia Legionowo                            |  |
| PIŁ | PGNiG Nafta Piła                                        |  |
| BYD | KS Pałac Bydgoszcz                                      |  |
| OST | AZS KSZO Ostrowiec Świętokrzyski                        |  |
| RZE | KS Developres Rzeszów                                   |  |
| Oznaczenia: - kolumna pierwsza – skróty nazw drużyn wpisane na mapie (jeśli ta została zamieszczona), - kolumna trzecia – miejsce zajęte przez daną drużynę w poprzednim sezonie. |                                                         |  |

## Trenerzy
| Klub                                | Trener            |
| ----------------------------------- | ----------------- |
| BKS Aluprof Bielsko-Biała           | Grzegorz Kosatka  |
| Impel Wrocław                       | Rafał Błaszczyk   |
| Budowlani Łódź                      | Jacek Pasiński    |
| Chemik Police                       | Zdzisław Gogol    |
| Developres SkyRes V LO Rzeszów      | Zbigniew Barszcz  |
| KS Pałac Bydgoszcz                  | Rafał Gąsior      |
| KSZO Ostrowiec Świętokrzyski        | Wojciech Gawron   |
| PGE Atom Trefl Sopot                | Piotr Matela      |
| MUKS Poprad Nowy Sącz               | Janusz Pasiut     |
| PTPS SAF-Holland Piła               | Andrzej Zapaśnik  |
| Sk bank Legionovia Legionowo        | Wojciech Lalek    |
| Tauron Banimex MKS Dąbrowa Górnicza | Ireneusz Borzęcki |

## Faza zasadnicza

### Grupa A
| Data       | Godz. | Gospodarz            | Rezultat                  | Gość               | MVP                   |
| ---------- | ----- | -------------------- | ------------------------- | ------------------ | --------------------- |
| 1. KOLEJKA |       |                      |                           |                    |                       |
| 17.10.2014 | 17:00 | PGE Atom Trefl Sopot | 3:0 (25:20, 25:16, 25:21) | PGNiG Nafta Piła   | Dominika Mikołajewska |
| 19.10.2014 | 12:00 | KPS Chemik Police    | 3:0 (25:18, 25:21, 25:23) | KS Pałac Bydgoszcz | Emilia Oktaba         |
| 2. KOLEJKA |       |                      |                           |                    |                       |
| 25.10.2014 | 16:00 | KS Pałac Bydgoszcz   |                           | PGNiG Nafta Piła   |                       |
| 26.10.2014 | 12:00 | PGE Atom Trefl Sopot |                           | KPS Chemik Police  |                       |

### Grupa B
| Data       | Godz. | Gospodarz                                | Rezultat                                | Gość                                     | MVP                 |
| ---------- | ----- | ---------------------------------------- | --------------------------------------- | ---------------------------------------- | ------------------- |
| 1. KOLEJKA |       |                                          |                                         |                                          |                     |
| 18.10.2014 | 12:00 | Impel Wrocław                            | 2:3 (24:26, 22:25, 25:15, 25:22, 13:25) | Polski Cukier Muszynianka Fakro Bank BPS | Anna Szwala         |
| 18.10.2014 | 16:00 | Tauron Banimex MKS Dąbrowa Górnicza      | 3:0 (25:19, 25:21, 25:22)               | BKS Aluprof Bielsko-Biała                | Aleksandra Sochacka |
| 2. KOLEJKA |       |                                          |                                         |                                          |                     |
| 25.10.2014 | 15:00 | Impel Wrocław                            |                                         | Tauron Banimex MKS Dąbrowa Górnicza      |                     |
| 25.10.2014 | 16:00 | Polski Cukier Muszynianka Fakro Bank BPS |                                         | BKS Aluprof Bielsko-Biała                |                     |

### Grupa C
| Data       | Godz. | Gospodarz                    | Rezultat                         | Gość                             | MVP              |
| ---------- | ----- | ---------------------------- | -------------------------------- | -------------------------------- | ---------------- |
| 1. KOLEJKA |       |                              |                                  |                                  |                  |
| 18.10.2014 | 17:00 | Budowlani Łódź               |                                  | KS Developres Rzeszów            |                  |
| 20.10.2014 | 18:00 | SK bank Legionovia Legionowo | 3:0 (25:19, 25:18, 25:23)        | AZS KSZO Ostrowiec Świętokrzyski | Natalia Gajewska |
| 2. KOLEJKA |       |                              |                                  |                                  |                  |
| 22.10.2014 | 17:00 | KS Developres Rzeszów        | 3:1 (25:22, 25:21, 22:25, 25:13) | AZS KSZO Ostrowiec Świętokrzyski | Kinga Stronias   |
| 27.10.2014 | 17:00 | Budowlani Łódź               |                                  | SK bank Legionovia Legionowo     |                  |

### Tabela fazy zasadniczej

#### Grupa A
| Lp. | Drużyna              | Pkt | Mecze | Mecze | Mecze | Rodzaj wyniku | Rodzaj wyniku | Rodzaj wyniku | Rodzaj wyniku | Rodzaj wyniku | Rodzaj wyniku | Sety | Sety | Sety  | Małe punkty | Małe punkty | Małe punkty |
| Lp. | Drużyna              | Pkt | M     | W     | P     | 3:0           | 3:1           | 3:2           | 2:3           | 1:3           | 0:3           | wyg. | prz. | stos. | zdob.       | str.        | stos.       |
| --- | -------------------- | --- | ----- | ----- | ----- | ------------- | ------------- | ------------- | ------------- | ------------- | ------------- | ---- | ---- | ----- | ----------- | ----------- | ----------- |
| 1   | PGE Atom Trefl Sopot | 3   | 1     | 1     | 0     | 1             | 0             | 0             | 0             | 0             | 0             | 3    | 0    | MAX   | 75          | 57          | 1.3         |
| 2   | KPS Chemik Police    | 3   | 1     | 1     | 0     | 1             | 0             | 0             | 0             | 0             | 0             | 3    | 0    | MAX   | 75          | 62          | 1.2         |
| 3   | KS Pałac Bydgoszcz   | 0   | 1     | 0     | 1     | 0             | 0             | 0             | 0             | 0             | 1             | 0    | 3    | 0     | 62          | 75          | 0.8         |
| 4   | PGNiG Nafta Piła     | 0   | 1     | 0     | 1     | 0             | 0             | 0             | 0             | 0             | 1             | 0    | 3    | 0     | 57          | 75          | 0.8         |

Źródło: mlodaligakobiet.pl
Punktacja: 3:0 i 3:1 – 3 pkt; 3:2 – 2 pkt; 2:3 – 1 pkt; 1:3 i 0:3 – 0 pkt
Zasady ustalania kolejności: 1. liczba punktów; 2. stosunek setów; 3. stosunek małych punktów; 4. bilans w bezpośrednich meczach

#### Grupa B
| Lp. | Drużyna                                  | Pkt | Mecze | Mecze | Mecze | Rodzaj wyniku | Rodzaj wyniku | Rodzaj wyniku | Rodzaj wyniku | Rodzaj wyniku | Rodzaj wyniku | Sety | Sety | Sety  | Małe punkty | Małe punkty | Małe punkty |
| Lp. | Drużyna                                  | Pkt | M     | W     | P     | 3:0           | 3:1           | 3:2           | 2:3           | 1:3           | 0:3           | wyg. | prz. | stos. | zdob.       | str.        | stos.       |
| --- | ---------------------------------------- | --- | ----- | ----- | ----- | ------------- | ------------- | ------------- | ------------- | ------------- | ------------- | ---- | ---- | ----- | ----------- | ----------- | ----------- |
| 1   | Tauron Banimex MKS Dąbrowa Górnicza      | 3   | 1     | 1     | 0     | 1             | 0             | 0             | 0             | 0             | 0             | 3    | 0    | MAX   | 75          | 62          | 1.2         |
| 2   | Polski Cukier Muszynianka Fakro Bank BPS | 2   | 1     | 1     | 0     | 0             | 0             | 1             | 0             | 0             | 0             | 3    | 2    | 1.5   | 103         | 109         | 0.9         |
| 3   | Impel Wrocław                            | 1   | 1     | 0     | 1     | 0             | 0             | 0             | 1             | 0             | 0             | 2    | 3    | 0.7   | 109         | 103         | 1.1         |
| 4   | BKS Aluprof Bielsko-Biała                | 0   | 1     | 0     | 1     | 0             | 0             | 0             | 0             | 0             | 1             | 0    | 3    | 0     | 62          | 75          | 0.8         |

Źródło: mlodaligakobiet.pl
Punktacja: 3:0 i 3:1 – 3 pkt; 3:2 – 2 pkt; 2:3 – 1 pkt; 1:3 i 0:3 – 0 pkt
Zasady ustalania kolejności: 1. liczba punktów; 2. stosunek setów; 3. stosunek małych punktów; 4. bilans w bezpośrednich meczach

#### Grupa C
| Lp. | Drużyna                          | Pkt | Mecze | Mecze | Mecze | Rodzaj wyniku | Rodzaj wyniku | Rodzaj wyniku | Rodzaj wyniku | Rodzaj wyniku | Rodzaj wyniku | Sety | Sety | Sety  | Małe punkty | Małe punkty | Małe punkty |
| Lp. | Drużyna                          | Pkt | M     | W     | P     | 3:0           | 3:1           | 3:2           | 2:3           | 1:3           | 0:3           | wyg. | prz. | stos. | zdob.       | str.        | stos.       |
| --- | -------------------------------- | --- | ----- | ----- | ----- | ------------- | ------------- | ------------- | ------------- | ------------- | ------------- | ---- | ---- | ----- | ----------- | ----------- | ----------- |
| 1   | SK bank Legionovia Legionowo     | 3   | 1     | 1     | 0     | 1             | 0             | 0             | 0             | 0             | 0             | 3    | 0    | MAX   | 75          | 60          | 1.3         |
| 2   | KS Developres Rzeszów            | 3   | 1     | 1     | 0     | 0             | 1             | 0             | 0             | 0             | 0             | 3    | 1    | 3     | 97          | 81          | 1.2         |
| 3   | AZS KSZO Ostrowiec Świętokrzyski | 0   | 2     | 0     | 2     | 0             | 0             | 0             | 0             | 1             | 1             | 1    | 6    | 0.17  | 141         | 172         | 0.82        |
| 4   | Budowlani Łódź                   | 0   | 0     | 0     | 0     | 0             | 0             | 0             | 0             | 0             | 0             | 0    | 0    | MAX   | 0           | 0           | MAX         |

Źródło: mlodaligakobiet.pl
Punktacja: 3:0 i 3:1 – 3 pkt; 3:2 – 2 pkt; 2:3 – 1 pkt; 1:3 i 0:3 – 0 pkt
Zasady ustalania kolejności: 1. liczba punktów; 2. stosunek setów; 3. stosunek małych punktów; 4. bilans w bezpośrednich meczach